# مزرعه مهان دشت
مزرعه مهان دشت یک منطقهٔ مسکونی در ایران است که در دهستان زهرای بالا واقع شده‌است.